# 種麹
種麹（たねこうじ）とは、味噌、醤油、清酒、焼酎、みりんなど醸造食品と呼ばれる食品の製造に用いられる麹を製造する際に、麹菌を供給する目的で蒸米などに加えるもの。 通常米などを原料に麹菌を培養し、胞子を十分に着生させた後、乾燥させる。使い方により原料に胞子が着生したままのものと、胞子のみを回収したものとに分類される。

## 種麹の種類

### 形状による分類
- 粒状種麹:麹菌胞子が多量に着生した米を乾燥させたもの。
- 粉状種麹:上記より胞子だけを回収したもの。

原料に直接手で種麹を散布する場合には粒状種麹が用いられるが、機械で麹を作る場合には粉状種麹が多く用いられ、機械化の進んだ現代ではほとんどの種麹が粉状種麹となっている。

### 用途による分類
味噌、醤油、清酒、焼酎など用途によって様々な種麹が種麹専門メーカーより供給されている。味噌用の種麹もさらに米、麦、豆など原料や出来上がる味噌の色・風味、熟成期間や気候条件などによりそれぞれ用途別に調整された種麹が製造されている。醤油、清酒などについても同様である。

### 菌種による分類
菌種としてはコウジカビ属(Aspergillus)に属する菌種が用いられる。ニホンコウジカビ(A. oryzae)が最も多く使われている菌種である。その他、ショウユコウジカビ(A. sojae)、タマリコウジカビ(A. tamari)、カワチコウジカビ(A. kawachii)、アワモリコウジカビ(A. awamori)、サイトウコウジカビ(A. saitoi)などの種が目的に応じ使用される。
黄麹菌麹の胞子着生が進むと黄色がかった緑色の胞子を形成することから黄麹と呼ばれる。上記品種による分類の中では、ニホンコウジカビ、ショウユコウジカビ、タマリコウジカビが該当する。味噌、醤油、清酒の製造に用いられ、近年では焼酎に使用するメーカーもある。なお、通常の醸造食品の製造工程で麹として用いられる段階では、麹の外見は白色であり、黄色ないし緑色がはっきり確認するまで胞子の着生を進めることは稀である。また、アルビノ固体として、白菌と呼ばれるものがあり、麹を特に白く仕上げたい場合に用いられるが、それは後述する白麹菌とは異なり、黄麹菌に属するニホンコウジカビである。
白麹菌黒麹菌の白色個体が河内源一郎によって分離されたものを由来とする。胞子着生が進むと茶褐色を呈する。上記品種による分類ではカワチコウジカビが該当し、主として焼酎の生産に用いられる。
黒麹菌従来、沖縄で泡盛の製造に用いられてきた菌種で、近年では焼酎だけでなく、その機能性から様々な食品にも使用されている。その名の通り黒褐色の胞子を形成する。クエン酸を生成することが特徴であり、温暖な地域において仕込み時の雑菌汚染防止に役立っている。但し、現在流通している黒麹焼酎に使われている黒麹菌は泡盛用の黒麹菌とは、別品種である。

## 「種麹」と「もやし」
現在でも酒造メーカーでは種麹のことを「もやし」と呼ぶ習慣がある。なお、味噌や醤油など他の醸造メーカーではこのような習慣は見られない。これは、歴史的に酒造メーカーは早くから外部の種麹業者から購入している歴史があったためと考えられる。なお、平安時代から乾燥・保存した種麹を売る「種麹屋」があったことが文献に残っている。

## 種麹の製造と入手
現在では種麹は全国に数社しかない種麹専門メーカーが製造している。一部自社で製造している大手メーカーを除いて国内のほとんどの醸造メーカーがこれら専門メーカーから購入している。これらのメーカーの中にはネットなどを通じて一般向けに販売しているところもある。一般消費者が入手するにはこれらのメーカーから直接購入するか、あるいは薬局などでも入手できることがある。